# 永井撤
永井 撤（ながい とおる、1955年-　）は、心理学者、首都大学東京（東京都立大学）名誉教授、文学博士、臨床心理士.
群馬県生まれ。1978年横浜国立大学教育学部卒業。1984年東京都立大学人文科学研究科博士課程単位取得退学。1987年12月「対人恐怖的心性に関する心理学的研究」で文学博士。東京都立大学助手、助教授、教授、2001年首都大学東京教授、心理相談室室長。2020年、首都大学東京（現・東京都立大学）名誉教授、東京都立大学特任教授、原町田心理相談室主宰。

## 著書
- 『対人恐怖の心理 対人関係の悩みの分析』サイエンス社 1994
- 『不登校の心理 カウンセラーの立場から』サイエンス社 ライブラリ思春期の"こころのSOS" 1996
- 『子どもがつまずくとき 心理臨床実践ノート』ブレーン出版 2003
- 『子どもの心理臨床入門』金子書房 2005
- 『実践から学んだ心理臨床 クライエントと指導者、そして物語との出会い』人文書院 2008
- 『心理面接の方法 見立てと心理支援のすすめ方』新曜社 2013
- 『心理臨床の親面接～カウンセラーの基本的視点』北大路書房　2021

### 共編
- 『ライフサイクルの臨床心理学』馬場禮子・永井撤共編 培風館 1997
- 『思春期・青年期の臨床心理学』永井撤監編　培風館　2008
- 『中年期・老年期の臨床心理学』永井撤監編　培風館　2009
- 『乳幼児期・児童期の臨床心理学』永井撤監編　培風館　2012

### 翻訳
- D.C.キンメル,I.B.ワイナー『思春期・青年期の理論と実像 米国における実態研究を中心に』河村望・永井撤共監訳 ブレーン出版 2002

### 論文
- Cinii

## 臨床活動
原町田心理相談室において、個人カウンセリング、心理療法、臨床家のスーパーヴィジョン等を継続して実践している。

## 注
1. ↑  博士論文書誌データベース
2. ↑  『心理面接の方法』著者紹介